# Vasiliy I Dmitriyevich

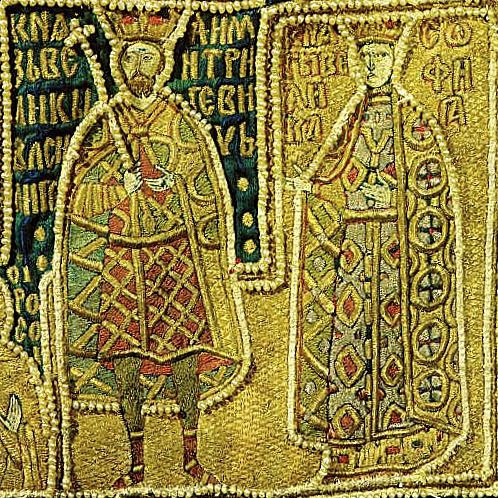
Vasili và hoàng hậu Sophia phác họa trên một bộ sakkos được gửi cho Tổng giám mục Photios, khoảng năm 1447

Vasily I Dmitriyevich (tiếng Nga: Василий I Дмитриевич; 30/12/1371 – 27/1/1425) là Đại công của Moskwa, người kế vị Đại công Dmitry Ivanovich Donskoy. Ông cai trị như một công quốc độc lập trong thời kỳ Hãn quốc Kim Trướng bị suy yếu (khoảng 1390 - 1415). Để củng cố sức mạnh của Moskwa, ông lập liên minh với Đại công Vytautas Vĩ đại của Lithuana và đã cưới con gái của ông này, công nương Sophia.

## Trị vì
Trước khi lên ngôi, ông được cha Đại công Dmitry Donskoy rất ưu ái và trọng dụng. Khi còn là hoàng tử, Vasili được cha cử đến Hãn quốc Kim Trướng (năm 1383) và xin Khan Tokhtamysh cho phép mình được cai trị công quốc Vladimir và xin luôn cả quyền thu thuế cho công quốc Moskwa. Bất chấp những ngăn cản của công vương Tver là kẻ đang muốn tìm cách tranh giành quyền thu thuế của các công quốc Nga cho Khan, Vasili đã đạt được mục đích. Nhưng do xúi bẩy của Tver, Vasili bị Khan bắt giam cho đến năm 1386, lợi dung Khan Kim Trướng đang xung đột với Timur Lenk, ông đã trốn thoát và trở về Moscow
Sau khi lên ngôi, Vasili I tiếp tục quá trình thống nhất đất Nga: năm 1392, Vasili I sáp nhập các lãnh thổ của Nizhny Novgorod và Murom. Nizhny Novgorod đã được Khan trao cho Vasili để đổi lấy sự giúp đỡ của Moscow nhằm giúp Khan Kim Trướng chống lại một trong những đối thủ của mình. Trong 1397-1398, Kaluga, Vologda, Veliki Ustyug và các vùng đất của dân tộc Komi đã được sáp nhập vào đất Nga.
Để ngăn chặn việc Moskwa bị Khan Kim Trướng tấn công, Vasili I lập liên minh với Đại công Lithuana là Vytautas "Vĩ đại" (1350 - 1430) và cưới công chúa Sophia của Lithuana. Liên minh này tỏ ra không bền vững, hai nước đã có trận thư hùng liên tục từ năm 1406 - 1408
Năm 1395, quân Mông Cổ của Timur bất ngờ xâm nhập vào đất Nga, tàn phá vùng sông Volga. Cuộc tấn công này làm Hãn quốc Kim Trướng suy yếu, không còn khả năng chống trả hiệu quả và hãn quốc rơi vào tình trạng "vô chính phủ", không đủ quyền lực để bắt các công quốc Nga nộp thuế cho mình nữa. Đến năm 1408, tướng Mông Cổ Edigu lại đem quân tàn phá và đốt cháy Nizhny Novgorod, Gorodets, Rostov, nhưng không đụng đến Moskwa.
Ảnh hưởng của Moskwa ngày càng gia tăng khi Vasili gả con gái mình là Anna cho Hoàng đế John VIII Palaeologus của Byzantium
Ở trong nước, với sự tăng trưởng về quyền lực của đại công, phần lớn ruộng đất trong công quốc của các quý tộc bị giảm một phần, một phần còn lại (khá lớn) được chuyển vào tay các quý tộc cung đình hầu cận Đại công. Năm 1404, theo yêu cầu của Đại công, tu sĩ Lazar của Serbia (mất sau năm 1404) sáng chế ra đồng hồ cơ khí đầu tiên, đặt trên tháp Spasskaya (trước đây gọi là Frolovskaya, hiện nay tháp này không còn). Biên niên sử cũng viết, tu sĩ Lazar sau khi hoàn thành công việc đã được Đại công trả công là 150 rub.

## Gia đình
Vasili cưới hoàng hậu Sophia và có 9 người con:
1. Anna của Moskva (1393 – 1417), vợ của Ioanes VIII Palaiologos
2. Yury Vasilievich (1395 – 1400)
3. Ivan Vasilievich (1396 – 1417), chồng của con gái công vương Ivan Vladimirovich của Pronsk.
4. Anastasia Vasilievna (d. 1470), vợ của Vladimir Alexander, công vương xứ Kiev, con trai của Vladimir Olgerdovich
5. Daniil Vasilievich (1400 – 1402).
6. Vasilisa Vasilievna. vợ cả của Alexander Ivanovich "Brukhaty", công vương của Suzdal và là vợ thứ của con trai Alexander, công vương Daniilovich "Vzmetenj" của Suzdal. Họ là thế hệ thứ năm của Andrei II xứ Vladimir.
7. Simeon Vasilievich (13 tháng 1 – 7 tháng 4 năm 1405)
8. Maria Vasilievna. Cưới Yuri Patrikievich, con của Patrikej, công vương của Starodub và công nương Helena. Cuộc hôn nhân này đã gắn vai trò của Yuri như một công thần quan trọng của hoàng triều
9. Vasili II của Nga (1415 – 1462)